# روبرت ماريون
روبرت ماريون (بالإنجليزية: Robert Marion)‏ هو سياسي أمريكي، ولد في 1766، وتوفي في 22 مارس 1811. حزبياً، نشط في الحزب الجمهوري الديمقراطي. وقد انتخب عضو مجلس النواب الأمريكي.